# Св. св. Кирил и Методий (Долно Дупени)
„Св. св. Кирил и Методий“ (на македонска литературна норма: „Св. св. Кирил и Методиј“) е късновъзрожденска църква в село Долно Дупени, Преспа, част от Преспанско-Пелагонийската епархия на Македонската православна църква – Охридска архиепископия. Издигната е в 1911 година. Представлява трикорабна сграда с полукръгла апсида. В църквата няма живопис.